# ذلكة عليا
ذلكة عليا هي قرية في مقاطعة ماكو، إيران. يقدر عدد سكانها بـ 623 نسمة بحسب إحصاء 2016.